# Piotr Wieczorek (chemik)
Piotr Paweł Wieczorek (ur. 21 sierpnia 1953 w Czarnowąsach) – polski chemik, specjalizujący się w chemii analitycznej i chemii organicznej, nauczyciel akademicki, związany z Uniwersytetem Opolskim.

## Życiorys
Urodził się w 1953 roku w Czarowąsach koło Opola. Szkołę Podstawową ukończył w Sławicach w 1968 roku, a następnie kontynuował naukę w III Liceum Ogólnokształcącym im. M. Skłodowskiej-Curie w Opolu. Po pomyślnie zdanym egzaminie maturalnym w 1972 roku rozpoczął studia chemiczne na Wydziale Chemicznym Politechniki Wrocławskiej, które ukończył w 1978 roku magisterium, napisanym pod kierunkiem prof. Bożeny Kolarz. Podjął następnie na swojej macierzystej uczelni studia doktoranckie, zdobywając w 1982 roku stopień naukowy doktora nauk chemicznych na podstawie pracy pt. Badania struktury porowatych kopolimerów styrenu i dwuwinylobenzenu, napisanej ponownie pod kierunkiem prof. Kolarz. 
Jeszcze przed uzyskaniem stopnia doktora, rozpoczął w 1981 roku pracę na Wydziale Matematyki, Fizyki i Chemii Wyższej Szkole Pedagogicznej im. Powstańców Śląskich w Opolu jako adiunkt. W 2001 roku uzyskał stopień naukowy doktora habilitowanego nauk chemicznych na podstawie rozprawy pt. Membrany ciekłe w wydzielaniu i zatężaniu aminokwasów i ich pochodnych. Rok później na Uniwersytecie Opolskim otrzymał stanowisko profesora nadzwyczajnego, a w 2008 roku profesora zwyczajnego.
W czasie studiów oraz po ich ukończeniu jako pracownik naukowy przebywał na stażach i stypendiach naukowych w: Pradze, Lund, Monachium i Gironie. Pełnił wiele istotnych funkcji na Uniwersytecie Opolskim, w tym: w latach 1999–2005 zastępcy dyrektora Instytutu Chemii Uniwersytetu Opolskiego, kierownika Zakładu Chemii Ekologicznej Instytutu Chemii UO (od 2001 roku), przekształconego następnie w 2007 roku w Katedrę Chemii Analitycznej i Ekologicznej UO. Był ostatnim dyrektorem Instytutu Chemii UO w okresie od 2005 do 2008 roku do czasu utworzenia z niego osobnego Wydziału Chemii. W latach 2008–2012 był prorektorem ds. nauki i współpracy z zagranicą opolskiej uczelni. W 2012 roku został wybrany dziekanem Wydziału Chemii UO.
Za swoją działalność dydaktyczną i naukową był wielokrotnie nagradzany, w tym nagrodami Ministerstwa Edukacji Narodowej oraz Złotym Krzyżem Zasługi. Ponadto od 2006 roku jest członkiem Polskiego Komitetu Konkursu Prac Młodych Naukowców Unii Europejskiej. Aktywny w Polskim Towarzystwie Chemicznym.

## Działalność naukowa
Jego zainteresowania naukowe koncentrują się wokół problematyki związanej z chemią organiczną oraz chemią analityczną, a w szczególności z zagadnieniami takimi jak:
- badanie mechanizmów transportu związków organicznych przez membrany ciekłe,
- izolacja i identyfikacja oraz badanie właściwości i aktywności substancji pochodzenia naturalnego,
- badanie biodegradacji substancji allelopatycznie aktywnych, fosforoorganicznych pochodnych aminokwasów i innych związków organicznych,
- metody wyodrębniania i analizy ksenobiotyków, z próbek medycznych, środowiskowych i z żywności
- rozdział stereoizomerów związków organicznych
- oznaczanie czystości optycznej związków organicznych.

Jego dorobek naukowy obejmuje ponad 100 publikacji naukowych, 2 monografie, 1 podręcznik, 2 rozdziały w podręcznikach, 5 skryptów w tym 1 wydany w Czechach, 5 patentów i zgłoszeń patentowych, a także 12 raportów.